# Smyrnium olusatrum
Smyrnium olusatrum är en flockblommig växtart som beskrevs av Carl von Linné. Smyrnium olusatrum ingår i släktet vinglokor, och familjen flockblommiga växter. Inga underarter finns listade i Catalogue of Life.

## Bildgalleri

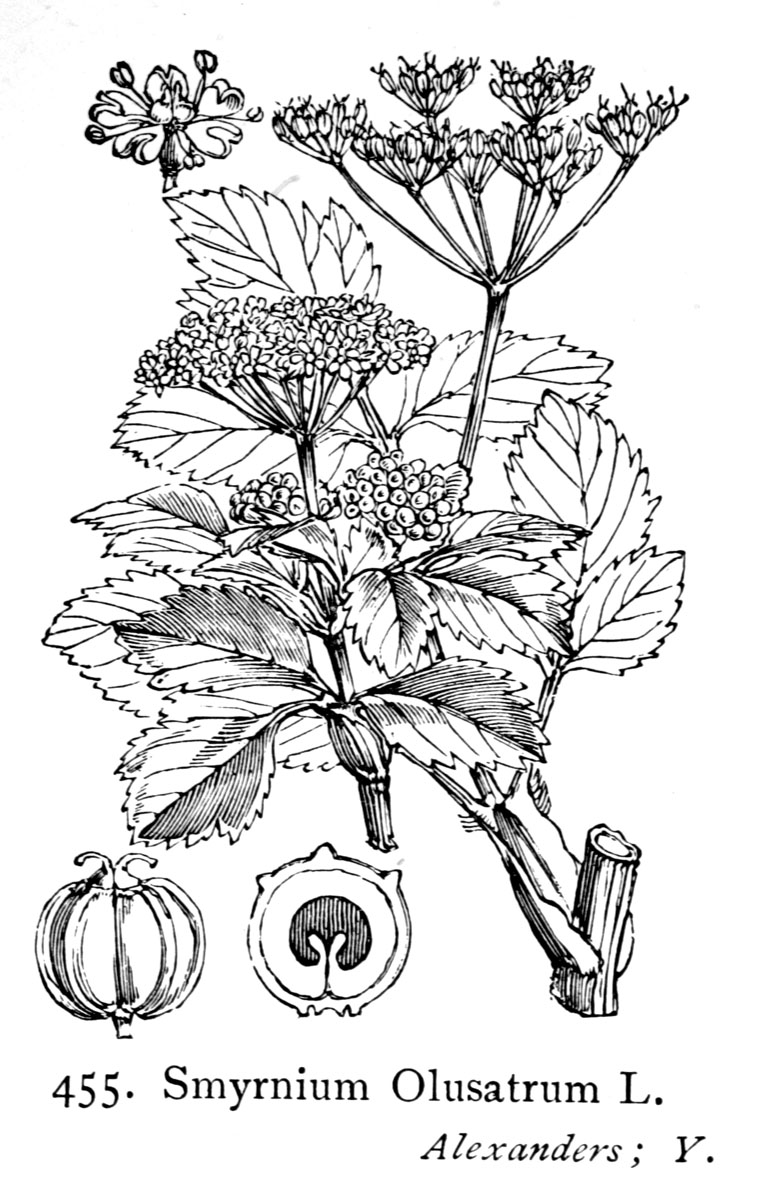
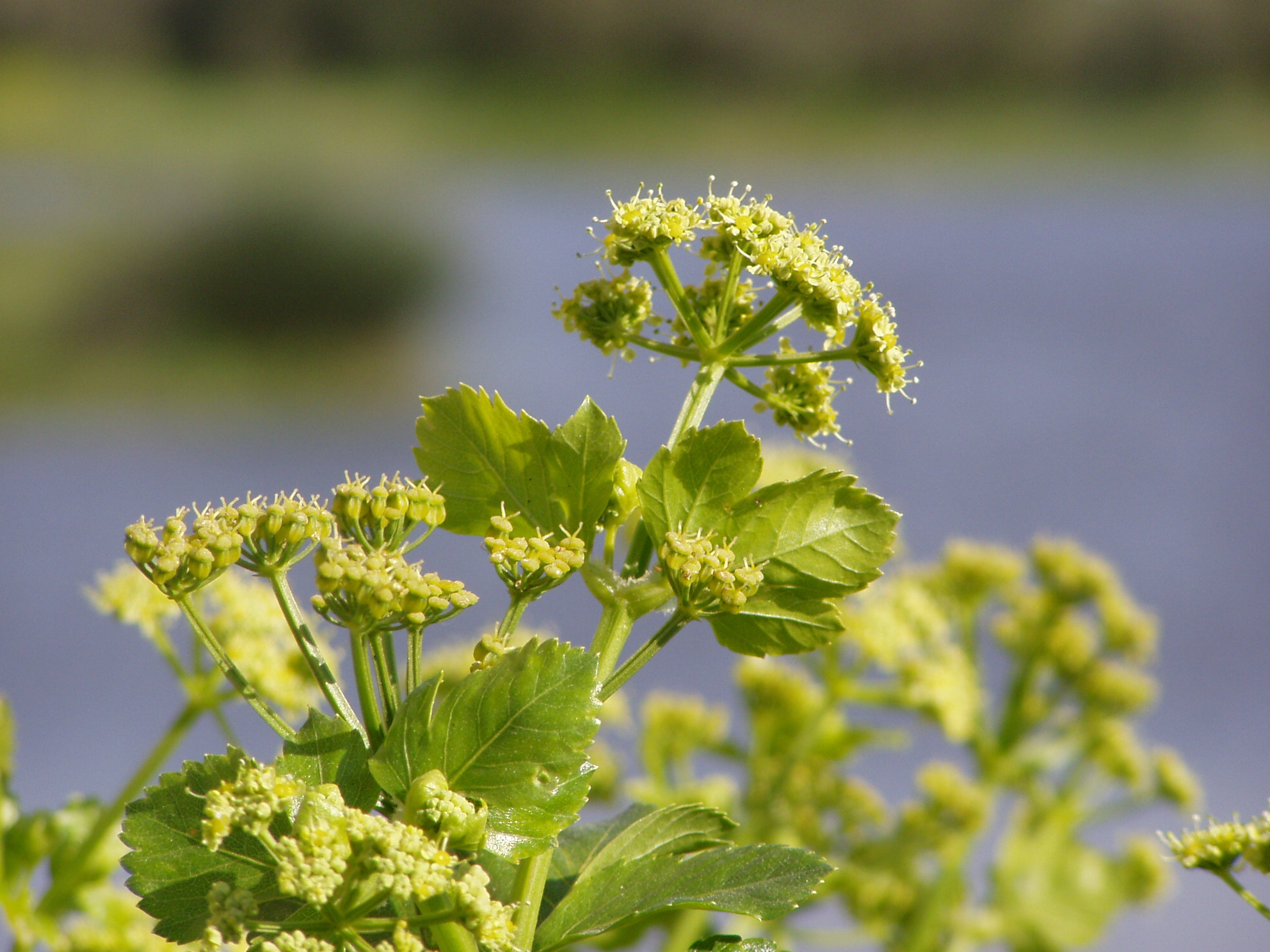
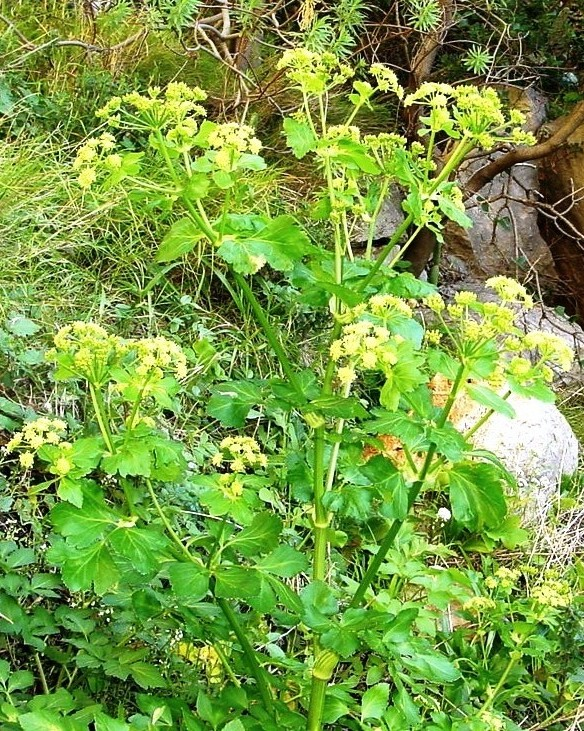
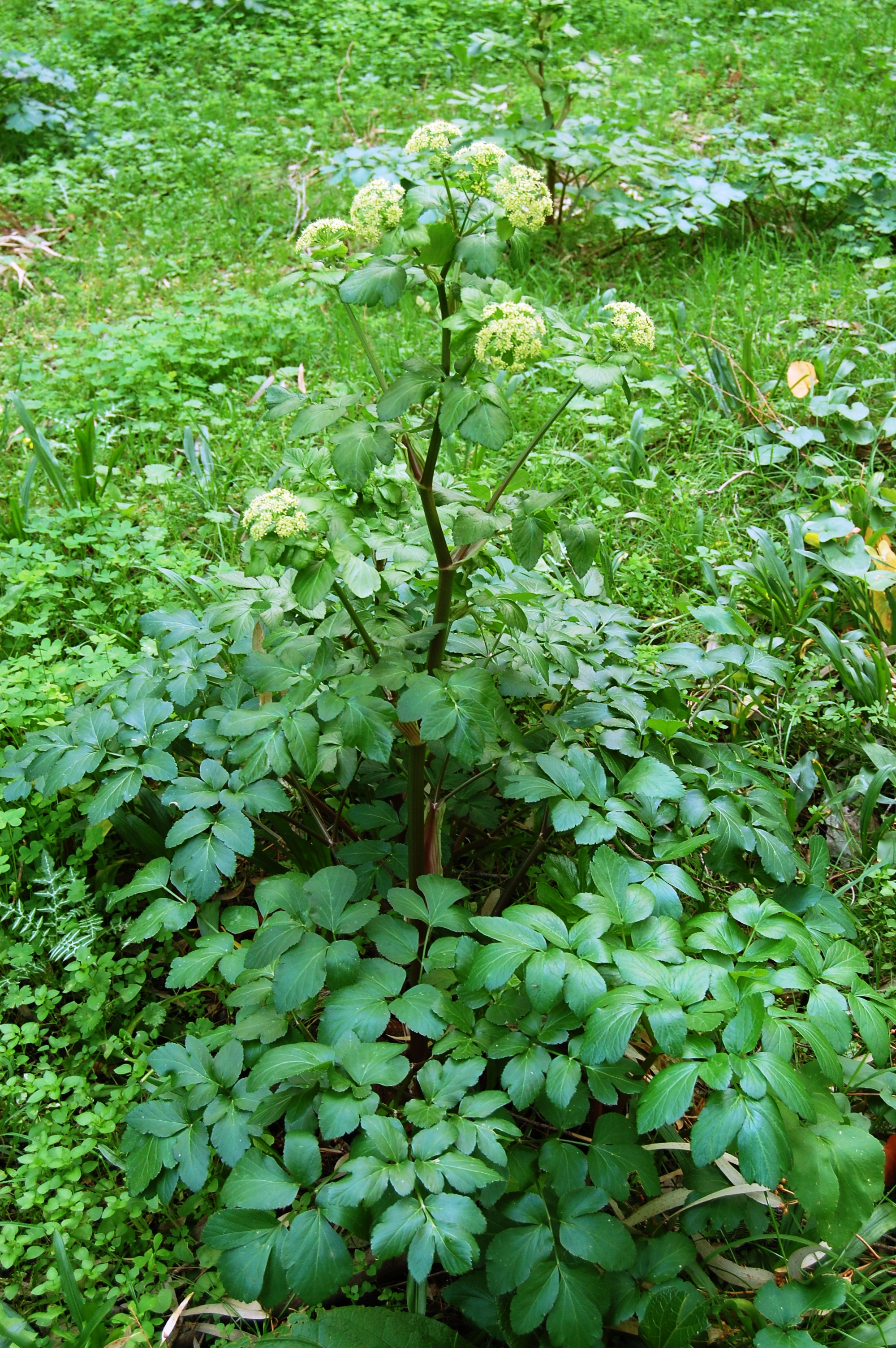
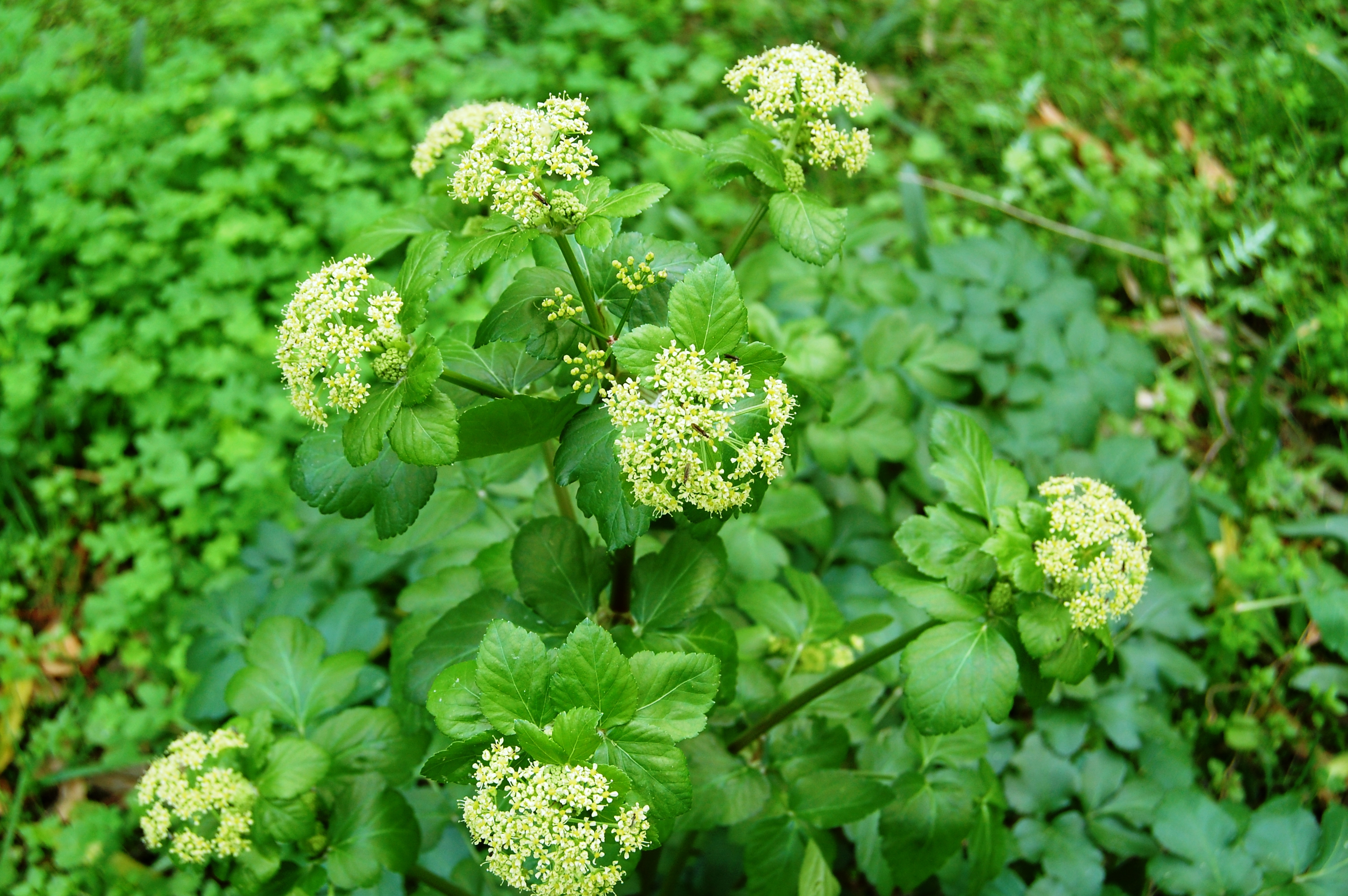
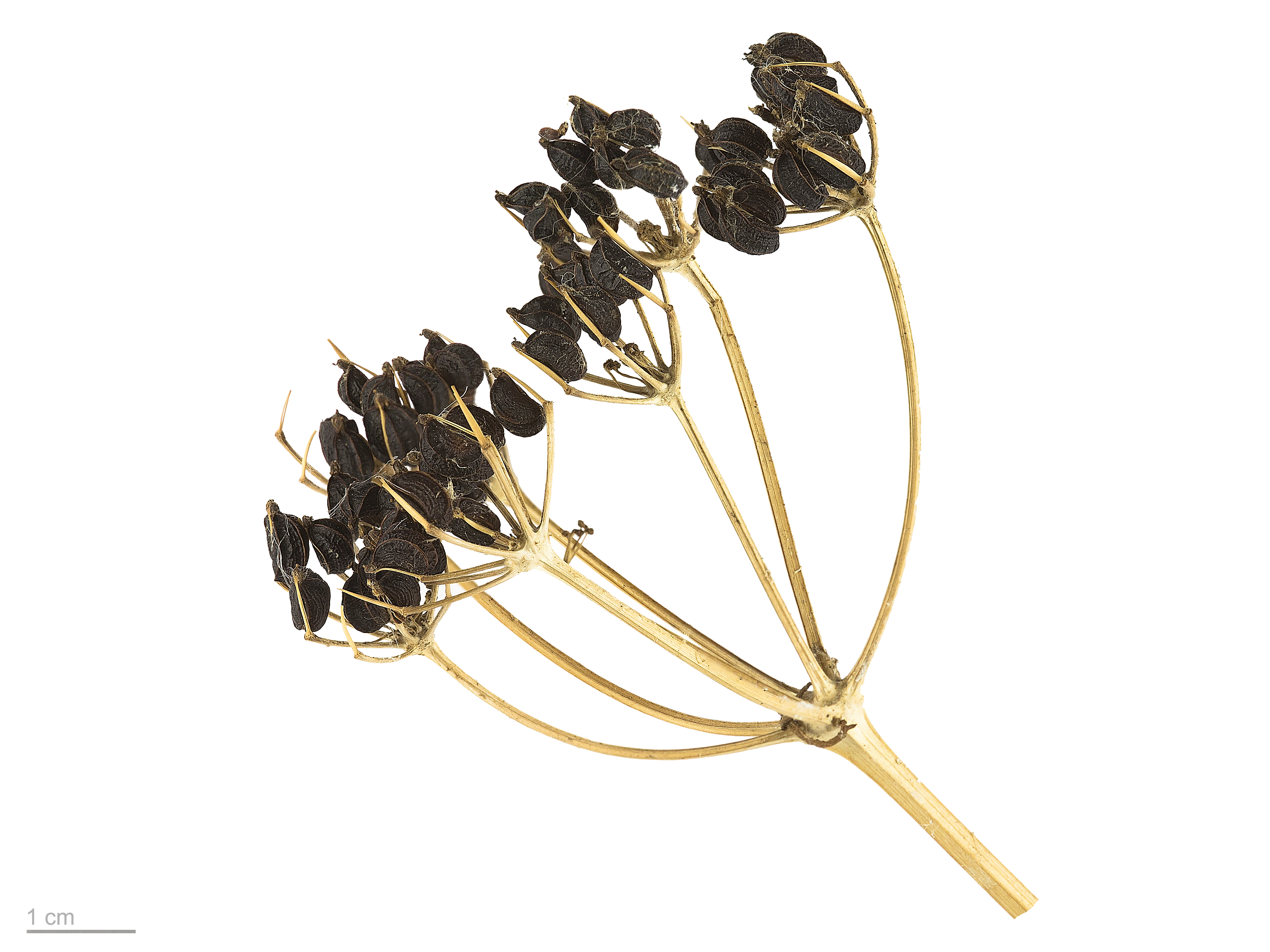
Smyrnium olusatrum - Museum specimen